# Lorraine Foster
Lorraine Lois Foster, née Lorraine Lois Turnbull le 25 décembre 1938 à Culver City, Californie, est une mathématicienne américaine. En 1964, elle devient la première femme à obtenir un doctorat en mathématiques de l'Institut de technologie de Californie (Caltech).

## Biographie
Lorraine Foster obtient son BA en physiques de l'Occidental College en 1960. Elle entame ensuite un doctorat en mathématiques à l'Institut de technologie de Californie (Caltech). Elle y étudie en tant que fellow de la Woodrow Wilson Foundation. Sa directrice de thèse est Olga Taussky-Todd. En 1964, elle devient la première femme de l'histoire contemporaine à décrocher un doctorat en mathématiques.

## Travaux
Lorraine Foster travaille sur la théorie des nombres et la théorie de la symétrie mathématique.